# Haltere la Jocurile Olimpice de vară din 2020 - masculin 67 kg
Proba de haltere categoria 67 de kg masculin de la Jocurile Olimpice de vară din 2020 de la Tokyo a avut loc la data de 25 iulie 2021, la Tokyo International Forum.

## Program
Orele sunt ora Japoniei (UTC+9) 
| Data                    | Timp  | Etapă   |
| ----------------------- | ----- | ------- |
| Duminică, 25 iulie 2021 | 11:50 | Grupa B |
| Duminică, 25 iulie 2021 | 19:50 | Grupa A |

## Rezultate
| Loc | Sportiv                      | Țară          | Grupa | Greutate | Smuls (kg) | Smuls (kg) | Smuls (kg) | Smuls (kg) | Aruncat (kg) | Aruncat (kg) | Aruncat (kg) | Aruncat (kg)       | Total              |
| Loc | Sportiv                      | Țară          | Grupa | Greutate | 1          | 2          | 3          | Rezultat   | 1            | 2            | 3            | Rezultat           | Total              |
| --- | ---------------------------- | ------------- | ----- | -------- | ---------- | ---------- | ---------- | ---------- | ------------ | ------------ | ------------ | ------------------ | ------------------ |
| 1   | Chen Lijun                   | China         | A     | 66,85    | 145        | 150        | 151        | 145        | 175          | 187          | —            | 187 Record Olimpic | 332 Record Olimpic |
| 2   | Luis Javier Mosquera         | Columbia      | A     | 66,85    | 148        | 151        | 151        | 151        | 175          | 180          | 180          | 180                | 331                |
| 3   | Mirko Zanni                  | Italia        | A     | 66,95    | 145        | 150        | 150        | 145        | 172          | 177          | 177          | 177                | 322                |
| 4   | Han Myeong-mok               | Coreea de Sud | A     | 66,90    | 142        | 147        | 149        | 147        | 167          | 174          | 174          | 174                | 321                |
| 5   | Talha Talib                  | Pakistan      | A     | 66,95    | 144        | 147        | 150        | 150        | 166          | 166          | 170          | 170                | 320                |
| 6   | Adkhamjon Ergashev           | Uzbekistan    | A     | 67,00    | 139        | 139        | 144        | 139        | 173          | 184          | 184          | 173                | 312                |
| 7   | Mitsunori Konnai             | Japonia       | A     | 66,95    | 135        | 135        | 135        | 135        | 165          | 172          | 178          | 172                | 307                |
| 8   | Goga Chkheidze               | Georgia       | B     | 66,95    | 133        | 133        | 138        | 133        | 164          | 169          | 173          | 169                | 302                |
| 9   | Deni                         | Indonezia     | A     | 66,75    | 135        | 135        | 140        | 135        | 166          | 171          | 171          | 166                | 301                |
| 10  | Jonathan Muñoz               | Mexic         | B     | 66,85    | 135        | 139        | 139        | 135        | 163          | 163          | 170          | 163                | 298                |
| 11  | Tojonirina Andriantsitohaina | Madagascar    | B     | 66,00    | 130        | 130        | 138        | 130        | 155          | 165          | 165          | 155                | 285                |
| 12  | Ruben Katoatau               | Kiribati      | B     | 67,00    | 105        | 110        | 110        | 105        | 132          | 140          | 145          | 140                | 245                |
| —   | Muhammed Furkan Özbek        | Turcia        | A     | 66,70    | 142        | 145        | 145        | 142        | 173          | 173          | 173          | —                  | —                  |
| —   | Bernardin Matam              | Franța        | A     | 66,95    | 132        | 135        | 138        | 135        | 171          | 171          | 172          | —                  | —                  |